# رافاييل نادال في 2013

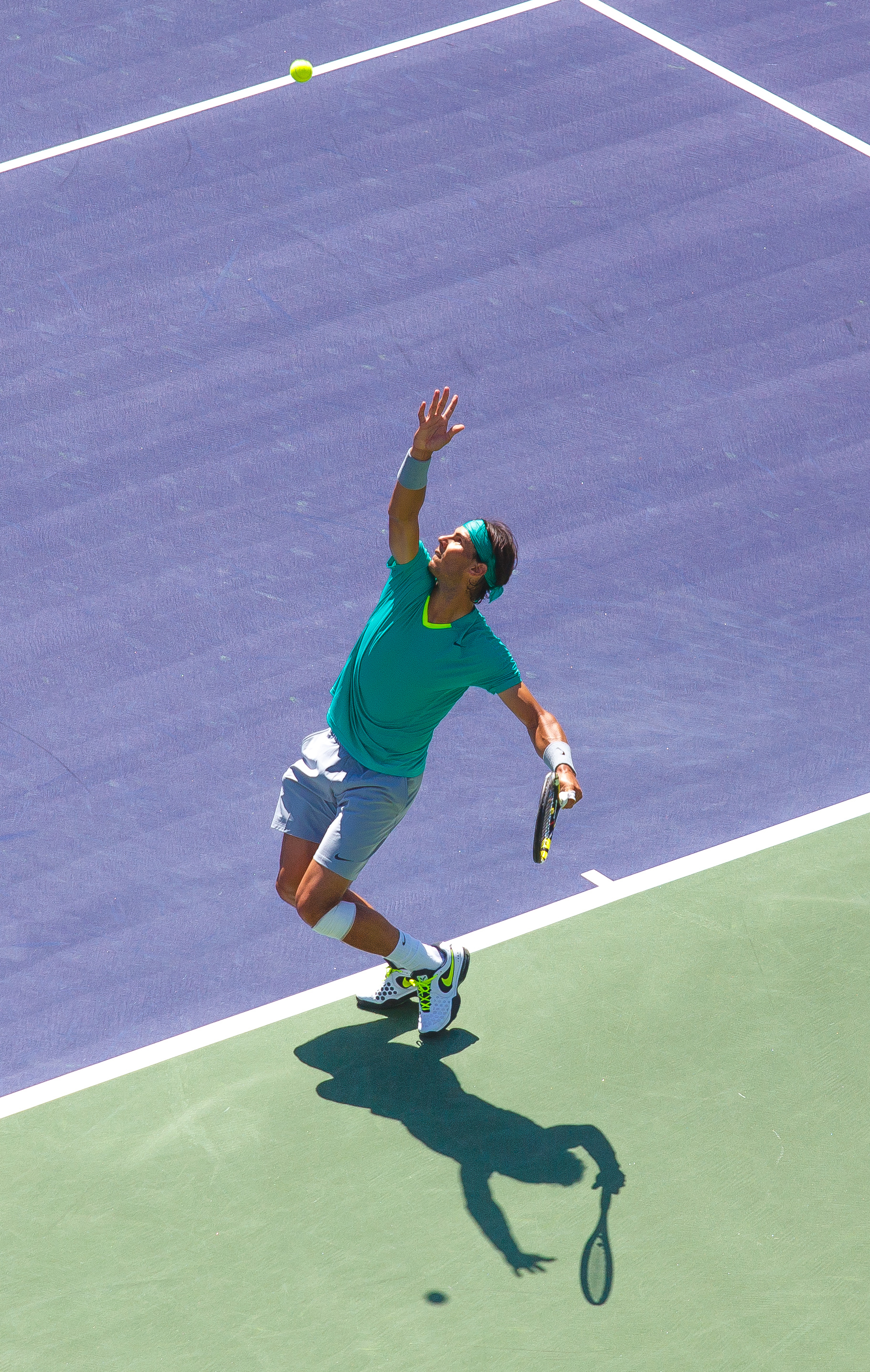
رافائيل نادال - إنديان ويلز 2013.

بدأ موسم رافاييل نادال لعام 2013 في تاريخ 5 يناير.

## الانسحاب وعدم اكتمال الشفاء
قبل انطلاق بطولة أستراليا المفتوحة 2013 لهذا العام بإسبوعين، أعلن نادال أنه سوف يغيب عن بطولات مبادلة والدوحة ولاحقاً انسحب من أستراليا بسبب فيروس معوي منعه من التنافس. هذا الانسحاب كلف نادال الخروج من تصنيف الأربعة الأوائل لأول مرة منذ عام 2005 حيث أصبح في الترتيب الخامس عالمياً.

## فينيا ديل مار
استهل نادال عودته بعد غياب دام لسبعة أشهر متتالية بالمشاركة في بطولة تشيلي للتنس 2013 فئة 250 نقطة، وكانت هذه المشاركة هي الأولى لنادال في أمريكا الجنوبية منذ عام 2005. كانت مباراته الأولى في مواجهة اللاعب الأرجنتيني فريدريكو ديل بونيس والتي انتصر فيها نادال بمجموعتين دون مقابل 6–3, 6–2. ثم فاز نادال على مواطنه دانييل خيمنو ترافير بنتيجة 6–1, 6–4, بعدها هزم جيريمي شاردي من فرنسا بنتيجة 6–2, 6–2, ثم تأهل نادال إلى أول نهائي له منذ أن فاز على نوفاك دجوكوفيتش في بطولة فرنسا المفتوحة العام الماضي. بعد الفوز في المجموعة الأولى خسر نادال المباراة النهائية لبطولة تشيلي أمام المصنف رقم 73 على العالم اللاعب الأرجنتيني هوراسيو زيبالوس بنتيجة 7–6(7–2), 6–7(6–8), 4–6. في نفس البطولة خسر نادال في المباراة النهائية للزوجي (مع خوان موناكو).

## ساو باولو
شارك نادال بعدها في بطولة البرازيل المفتوحة للتنس 2013 في ساو باولو، والتي أيضاً هي من فئة 250 نقطة، في الدور الأول فاز نادال على البرازيلي جواو سوزا بنتيجة 6–3, 6–4, ثم انتصر على كارلوس بيرلوك من الأرجنتين 3–6, 6–4, 6–4, بعدها واصل تقدمه بفوزه على مارتن آلوند من الأرجنتين 6–3, 6–7(2–7), 6–1, وفي المباراة النهائية كان بانتظار نادال صديقة الأرجنتيني ديفيد نالبانديان حيث استطاع نادال الفوز باللقب بعد هزيمة اللاعب الأرجنتيني بواقع 6–2, 6–3.

## أكابولكو
كانت مشاركة نادال الثالثة في الجولة اللاتينية هو بطولة أبيرتو مكسيكانو تيلي سيل 2013 في أكابولكو، وهي بطولة من فئة 500 نقطة، في الدور الثاني انتصر نادال على اللاعب الأرجنتيني دييغو شفارتزمان بنتيجة 6–2, 6–2, بعدها فاز على مارتن آلوند 6–0, 6–4, ثم هزم ليوناردو ماير 6–1, 7–5, وفي نصف النهائي التقى نادال مواطنه نيكولاس الماجرو وفاز عليه بنتيجة 7–5, 6–4, في المباراة النهائية هزم نادال مواطنه الآخر دافيد فيرير بسهولة كبيرة عندما فاز عليه بنتيجة 6–0, 6–2, وقتها لم يخسر نادال سوى شوطين في تلك المباراة.

## انديان ويلز
ثم عاد نادال إلى موسم الملاعب الصلبة الأمريكية بعد عام كامل من الغياب. كانت وجهة نادال المقبلة هي بطولة بي ان بي باريبا في انديان ويلز 2013 في كاليفورنيا، كان نادال هو المصنف الخامس في البطولة. في الدور الثاني فاز نادال على اللاعب الأمريكي رايان هاريسون بنتيجة 7–6(7–3), 6–2, في الدور الثالث تقدم نادال إلى الدور التالي دون أن يلعب بعد انسحاب منافسه الأرجنتيني ليوناردو ماير بسبب الإصابة، في رابع الأدوار انتصر نادال على اللاعب اللاتفي ايرنستس جولبيس، فالبرغم من فوز جولبيس بالمجموعة الأولى إلا أن نادال استجمع قواه وقلب النتيجة وأنهى المباراة بحصة 4–6, 6–4, 7–5. في الدور ربع النهائي التقى نادال بالمصنف الثاني عالمياً روجر فيدرير، انتصر نادال في المباراة بسهولة كبيرة حيث ثأر لهزيمته أمام فيدرير في نصف نهائي العالم الماضي من نفس البطولة وفاز عليه بنتيجة 6–4, 6–2, في نصف النهائي فاز نادال على اللاعب التشيكي المصنف السادس في البطولة توماس بيرديتش بنتيجة 6–4, 7–5 وتأهل إلى رابع نهائي له في انديان ويلز. في المباراة النهائية تمكن نادال من العودة في مباراة كان خاسراً فيها المجموعة الأولى ومتعرضاً لكسر في الثانية وهزم اللاعب الأرجنتيني خوان مارتن ديل بوترو بنتيجة 4–6, 6–3, 6–4. كان هذا اللقب الثالث لنادال في انديان ويلز، وأول ألقابه على الأراضي الصلبة منذ أكتوبر 2010, بفوزه بالبطولة واصل نادال ابتعاده بالرقم القياسي لأكبر عدد فوز ببطولات الماسترز الألف نقطة.

## الانسحاب من ميامي
بعد الفوز في انديان ويلز قرر نادال الانسحاب من بطولة سوني إريكسون المفتوحة في ميامي لأخذ مزيد من الراحة.

## مونتي كارلو
في موسم البطولات الأوروبية التي تقام على الملاعب الترابية، بدأ نادال مسيرته في الدفاع عن لقبه ببطولة رولكس مونتي كارلو 2013 المقامة في موناكو، ففي الدور الأول قام بهزيمة مارينكو ماتوسيفيتش من أستراليا بنتيجة 6–1, 6–2, بعدها فاز على فيليب كولشرايبر 6–2, 6–4, ثم هزم اللاعب البلغاري غريغور ديمتروف بصعوبة بنتيجة 6–2, 2–6, 6–4, وفي نصف النهائي فاز نادال على اللاعب الفرنسي جو ويلفرد تسونجا بمجموعتين متتاليتين بنتيجة 6–3, 7–6(7–3). في النهائي اصطدم نادال بالمصنف الأول عالمياً الصربي نوفاك دجوكوفيتش، حيث أنهما التقيا في نهائي نسخة العام الماضي وكان اللقب من نصيب نادال وقتها. لأول مرة منذ عام 2005 تعرض نادال للخسارة على أرضية مونتي كارلو بعد أن انهزم أمام دجوكوفيتش بمجموعتين نظيفتين بواقع 2–6, 6–7(1–7).

## برشلونة
توجه نادال بعدها للمشاركة في بطولة برشلونة المفتوحة للتنس بانكو ساباديل 2013, في الدور الثاني هزم كارلوس بيرلوك 6–4, 6–2, بعدها فاز على بينوا بيير من فرنسا بنتيجة 7–6(7–2), 6–2, ثم انتصر على مواطنه ألبيرت راموس بنتيجة 6–3, 6–0. كان خصم نادال في نصف النهائي هو اللاعب الكندي ميلوس راونيتش، انتصر نادال في المباراة بسهولة عندما أجهز على اللاعب الكندي بواقع 6–4, 6–0. في المباراة النهائية اعتاد نادال بأن يلاقي دافيد فيرير إلا أن الخصم هذه المرة كان نيكولاس الماجرو، بعد قلب تأخره بالمجموعة الأولى فاز نادال على ألماجرو بمجموعتين دون رد وبواقع 6–4, 6–3, وحقق فوزه الثامن في بطولة برشلونة مما يجعل منه الرجل الأول الذي يفوز ببطولتين مختلفتين (مونتي كارلو وبرشلونة) ثماني مرات أو أكثر. كان هذا اللقب الرابع لنادال هذا الموسم، والنهائي السادس على التوالي منذ بداية العام أيضاً.

## مدريد
دخل نادال بطولة موتوا مدريد المفتوحة 2013 حيث تم إرجاع أرضية البطولة إلى التراب الأحمر بعد مطالبة أغلب اللاعبين بذلك. بعد خروج دجوكوفيتش وفيدرير مبكراً من مدريد، وإخراجه لدافيد فيرير، كان الطريق إلى الفوز بلقب جديد في مدريد سالكاً أمام نادال، ففي الدور الثاني قام نادال بهزيمة اللاعب الفرنسي بينوا بيير بنتيجة 6–3, 6–4, في الدور الثالث انتصر على الروسي ميخائيل يوجني بنتيجة 6–2, 6–3, في ربع النهائي تغلب نادال على مواطنه دافيد فيرير في واحدة من أصعب المباريات التي خاضها نادال ضد فيرير في مسيرته الاحترافية، وعلى الرغم من السيطرة الواضحة لفيرير في المباراة واقترابه من الفوز وحصوله على نقطتين لإنهاء المباراة، جاهد نادال للعودة في اللقاء واستطاع حسم نتيجة المباراة لصالحه وفاز بواقع 4–6, 7–6(7–3), 6–0. في نصف النهائي لم يعاني نادال بعدما أجهز على مواطنه بابلو أندوخار وفاز عليه بنتيجة 6–0, 6–4. في النهائي التقى نادال باللاعب السويسري ستانيسلاس فافرينكا وفاز نادال بسهولة بواقع 6–2, 6–4, وحقق لقبه الثالث في مدريد والثاني بعد تحولها لأرضية ترابية.

## روما
سافر نادال إلى العاصمة الإيطالية روما للمشاركة في بطولة انترناسيونالي بي ان ال دإيتاليا 2013. في الدور الثاني قام نادال بهزيمة اللاعب الإيطالي فابيو فونيني بحصة 6–1, 6–3, ثم عاد نادال ليتقي مجددا اللاعب اللاتفي ايرنستس جولبيس، فبعد المباراة المثيرة في انديان ويلز خاضا في روما مباراة أكثر إثارة وقوة، ففي المجموعة الأولى استطاع جولبيس فرض سيطرة تامة على نادال وحسمها بنتيجة 1–6, ثم بإصراره وعزيمته تمكن نادال من العودة والفوز بالمباراة بنتيجة 7–5, 6–4. في الدور ربع النهائي التقى نادال بمواطنه فيرير مرة أخرى ولعبا مباراة مشابهة جداً لمباراة مدريد حيث كانت الأفضلية لصالح فيرير في أحداث المباراة إلا أن نادال هو من فاز في النهاية وبواقع 6–4, 4–6, 6–2. في نصف النهائي فاز نادال بسهولة على اللاعب التشيكي توماس بيرديتش 6–2, 6–4, والذي كان قد أقصى المصنف الأول عالمياً دجوكوفيتش من ربع النهائي. وبهذا تمكن نادال من التأهل للمرة الثامنة في أخر تسع سنوات لنهائي بطولة روما للأساتذة. في المباراة النهائية، كان في انتظار نادال غريمة ومنافسه التقليدي روجر فيدرير، يذكر أن فيدرير ونادال التقيا مرة واحدة في روما في السابق والتي كان المباراة التاريخية في نهائي عام 2006 عندما وصلت المباراة لأكثر من خمس ساعات من اللعب المتواصل. ولكن على عكس 2006 أجهز نادال على غريمه السويسري فيدرير وفاز عليه بسهولة كبيرة كانت 6–1, 6–3, وبهذا حقق نادال لقبه السادس هذا الموسم، وكان هذا هو النهائي الثامن على التوالي منذ عودته من الإصابة أي منذ بداية العام. بعد هذه الانتصارات المتلاحقة تقدم نادال إلى المرتبة الرابعة في التصنيف العالمي.

## فرنسا المفتوحة
انطلقت بطولة فرنسا المفتوحة لعام 2013, وكان نادال على اهبة الاستعداد لملاقاة بطولته المفضلة. فبدأ نادال مسيرته في البطولة بملاقاة اللاعب الألماني دانييل براندز الذي فاجأ نادال وفاز بالمجموعة الأولى، ثم عاد نادال وكسب المباراة بأربع مجموعات كانت تفاصيلها 4–6, 7–6(7–4), 6–4, 6–3. في الدور الثاني حصل لنادال نفس ما حصل في الدور الأول عندما خسر المجموعة الأولى في مباراته ضد اللاعب السلوفاكي مارتن كليزان، ثم عاد نادال وكسب المباراة بنتيجة 4–6, 6–3, 6–3, 6–3. في الدور الثالث التقى نادال باللاعب الإيطالي فابيو فونيني في ثان لقاء بينهما في سجل المواجهات بعد روما قبل اسبوعين فقط. وعلى عكس ما حصل في روما من انتصار سهل للغاية لنادال، أظهر اللاعب الإيطالي وجهاً مغايراً في هذه المباراة وحث نادال على تقديم كل ما عنده، في النهاية فاز نادال بثلاث مجموعات متتالية وبواقع 7–6(7–5), 6–4, 6–4. في الدور الرابع فاز نادال على اللاعب الياباني كي نيشيكوري بثلاث مجموعات 6–4, 6–1, 6–3, ثم في ربع النهائي أجهز على السويسري ستانيسلاس فافرينكا 6–2, 6–3, 6–1. في نصف النهائي كان في انتظار نادال المصنف الأول عالمياً الصربي نوفاك دجوكوفيتش، لثاني مرة في مسيرة نادال، اضطر للعب خمس مجموعات للفوز على غريمه الصربي في مباراة هي الأقوى في البطولة والتي اعتبرها العديد من المحللين والنقاد واحدة من أعظم المباريات التي لعبت على الملاعب الرملية في تاريخ التنس، والتي استمرت لأربع ساعات و37 دقيقة، وفاز نادال في النهاية بشق الأنفس وبواقع 6–4, 3–6, 6–1, 6–7(3–7), 9–7. في النهائي انتصر نادال بسهولة على صديقه الإسباني دافيد فيرير بثلاث مجموعات متتالية كانت 6–3, 6–2, 6–3. كان هذا الفوز هو رقم ثمانية لنادال في رولان غاروس حيث بات اللاعب الأكثر فوزاً ببطولة من نوع جراند سلام في العصر المفتوح وما قبله بثمان مرات. على الرغم من فوزه بالبطولة إلا أنه كان يدافع عن نقاطها بالكامل، وبسبب صعود فيرير للمباراة النهائية وكسبه نقاط انخفض تصنيف نادال إلى التصنيف الخامس مرة أخرى وتقدم فيرير إلى التصنيف الرابع ليحل بدلا من نادال.

## الانسحاب من هاله
بعد المباريات الماراثونية في رولان غاروس، قرر نادال الانسحاب من بطولة هالي المفتوحة التي تسبق بطولة ويمبلدون لأخذ مزيد من الراحة تحضيراً للبطولة البريطانية.

## ويمبلدون
في الدور الأول من بطولة ويمبلدون 2013 تعرض نادال لصدمة كبيرة عندما انهزم ضد اللاعب البلجيكي غير المصنف ستيف دارسيس صاحب الترتيب 135 على العالم مما جعل نادال يفشل للمرة الثانية على التوالي من بلوغ الدور الثالث في بطولة ويمبلدون، والمرة الأولى عل الإطلاق التي يخسر فيها نادال في الدور الأول من إحدى بطولات الجراند سلام. دراسيس هو صاحب أدنى تصنيف يستطيع هزيمة نادال في إحدى البطولات الأربعة الكبرى.

## كندا
شارك نادال في بطولة كأس روجرز للأساتذة 2013. ففي الدور الثاني فاز على اللاعب الأمريكي المغمور جيسي ليفن بنتيجة 6–2, 6–0, بعدها عانى نادال للتخلص من عقبة اللاعب البولندي يرجي يانوفيتز وفاز عليه بنتيجة 7–6(8–6), 6–4, في الدور ربع النهائي انتصر نادال على الأسترالي مارينكو ماتوسيفيتش بحصة 6–2, 6–4, ليلتقي نادال في نصف النهائي المصنف الأول نوفاك دجوكوفيتش، بعد فوز نادال بالمجموعة الأولى وتعديل الصربي في الثانية تمكن نادال من حسم المباراة لصالحه بنتيجة 6–4, 3–6, 7–6(7–2), والتأهل لنهائي بطولة كأس روجرز للمرة الثالثة في مسيرته الاحترافية. في المباراة النهائية أجهز نادال على صاحب الأرض الكندي ميلوس راونيتش بمجموعتين متتاليتين 6–2, 6–2, وحقق لقبه الثالث في بطولة كندا. كان هذا اللقب رقم 25 في مسيرة نادال ضمن بطولات الماسترز الألف نقطة.

## سينسيناتي
بعدها انتقل نادال للمشاركة في بطولة سينسيناتي للأساتذة 2013, والتي لم يسبق له الوصول للمباراة النهائية في هذه البطولة. في الدور الثاني فاز نادال على اللاعب الألماني بينجامين بيكر بنتيجة 6–2, 6–2, ثم خاض نادال مواجهة صعبة ضد البلغاري غريغور ديمتروف لكنه فاز بثلاث مجموعات كانت 6–2, 5–7, 6–2. في ربع النهائي التقى نادال لأول مرة في سينسيناتي خصمه التقليدي السويسري روجر فيدرير، وبالرغم من تقدم فيدرير في المجموعة الأولى في أرضية تعد من أسرع الأرضيات في العالم والمناسبة جدا للاعب السويسري، فرض نادال سيطرة كبيرة في المجموعتين الثانية والثالثة وفاز بنتيجة 5–7, 6–4, 6–3. في نصف النهائي استطاع نادال أن يفوز على اللاعب التشيكي توماس بيرديتش بمجموعتين دون مقابل وبواقع 7–5, 7–6(7–4), ليتأهل نادال للمرة الأولى في مسيرته الاحترافية إلى نهائي بطولة سينسيناتي للأساتذة. في النهائي تمكن نادال من الفوز على اللاعب الأمريكي العملاق صاحب 2.06 سنتيمتر جون إيسنر بمجموعتين دون رد وبواقع 7–6(10–8), 7–6(7–3), ليفوز نادال بلقبه الأول في سينسيناتي. كان هذا هو اللقب السادس والعشرين لنادال في بطولات الأساتذة.

## أمريكا المفتوحة
بدأت بطولة أمريكا المفتوحة 2013 , والتي كانت بحوزة البريطاني أندي موراي في العام الماضي. استهل نادال مشواره في البطولة بالفوز على الأمريكي رايان هاريسون بثلاث مجموعات متتالية وبواقع 6–4, 6–2, 6–2, ثم انتصر في الدور الثاني على روجيريو دوترا سيلفا من البرازيل بنتيجة 6–2, 6–1, 6–0, في الدور الثالث قام نادال بإقصاء الكرواتي إيفان دوديج في ثلاث مجموعات كانت تفاصيلها 6–4, 6–3, 6–3, لأول مرة في البطولة تعرض نادال لخسارة مجموعة عندما تنافس مع اللاعب الألماني فيليب كولشرايبر حيث فاز نادال بعدها بالمجموعات الثلاثة الأخرى وحسم اللقاء بنتيجة 6–7(4–7), 6–4, 6–3, 6–1. في ربع النهائي التقى نادال بمواطنه تومي روبريدو الذي فاز في الدور الرابع على السويسري روجر فيدرير، لم يعاني نادال من أي صعوبات وفاز بنتيجة 6–0, 6–2, 6–2, استمر نادال في تقدمه حيث هزم اللاعب الفرنسي ريشارد جاسكيه في نصف النهائي بثلاث مجموعات متتالية 6–4, 7–6(7–1), 6–2, وتأهل نادال للمباراة النهائية في بطولة أمريكا المفتوحة للمرة الثالثة على التوالي بعد عامي 2010 و2011. وبالفعل واصل نادال تألقه الغير عادي في موسم بطولات الشمال الأمريكي عندما انتصر على خصمه العنيد والمصنف الأول عالمياً نوفاك دجوكوفيتش بثلاث مجموعات لمجموعة وبواقع 6–2, 3–6, 6–4, 6–1, ليرفع نادال عدد البطولات الكبرى لديه إلى 13 لقب كبير، بعد هذا الفوز تحصل نادال على مبلغ وقدره 3.6 مليون دولار جراء فوزه بثلاث ألقاب أمريكية متتالية (كندا وسينسيناتي وأمريكا المفتوحة). بعد هذا الفوز حقق نادال لقبه الرابع على الأراضي الصلبة هذا الموسم.

## كأس ديفيز
في وقت لاحق في شهر سبتمبر، ساعد نادال منتخب إسبانيا على البقاء في المجموعة العالمية في كأس ديفيز للعام المقبل 2014, عندما انتصر على اللاعب الأوكراني سيرجي ستاخوفسكي 6–0, 6–0, 6–4 في الفردي، ولعب مباراة الزوجي أيضاً برفقة زميله مارك لوبيز وانتصرا فيها أيضاً وتأهل المنتخب الإسباني للمجموعة العالمية في كأس ديفيز للعام 2014.

## بكين
في 5 أكتوبر، وصل نادال إلى نهائي بطولة الصين المفتوحة 2013, وبذلك ضمن نادال عودته للتصنيف الأول على العالم لثالث مرة في مسيرته الاحترافية منذ خسارته لها في يوليو 2011. فقبل وصوله للنهائي أقصى نادال كل من سانتياجو جيرالدو 6–2, 6–4, وفيليب كولشرايبر 6–4, 7–6(7–3), وفابيو فونيني 2–6, 6–4, 6–1, ثم توماس بيرديتش 4–2 وانسحب بعدها للإصابة. في النهائي وبعد ضمانه العودة للتصنيف الأول انهزم نادال للمرة الثانية هذا الموسم ضد دجوكوفيتش حيث خسر المباراة بمجموعتين دون مقابل وبواقع 3–6, 4–6.

## شانغهاي
في مشاركته ببطولة شنغهاي للماسترز 2013 تمكن نادال من الوصول للدور نصف النهائي بعدما هزم كل من ألكسندر دولغوبولوف 6–3, 6–2, وكارلوس بيرلوك 6–1, 7–6(7–5), وستانيسلاس فافرينكا 7–6(12–10), 6–1, ثم خرج في نصف النهائي على يد الأرجنتيني خوان مارتن ديل بوترو وبمجموعتين دون رد 2–6, 4–6.

## باريس
في مشاركته ببطولة بي إن بي باريبا للماسترز 2013, انتصر نادال في الدور الثاني على مواطنه مارسيل غرانوييرس بنتيجة 7–5, 7–5, ثم هزم اللاعب البولندي يرجي يانوفيتز بنتيجة 7–5, 6–4, بعدها أقصى نادال اللاعب الفرنسي ريشارد جاسكيه بنتيجة 6–4, 6–1, أما في الدور نصف النهائي خسر نادال أمام مواطنه دافيد فيرير بمجموعتين دون مقابل 3–6, 5–7 وخرج من البطولة التي لم يشارك فيها منذ عام 2009.

## نهائيات الجولة العالمية
كانت البطولة الأخيرة لنادال هذا العام هي نهائيات الجولة العالمية لرابطة محترفي التنس 2013. فبعد ضمانه إنهاء السنة في صدارة التصنيف العالمي، بدأ نادال البطولة في دور المجموعات بالفوز على دافيد فيرير بعد يومين فقط من خسارته أمام فيرير في باريس، حيث فاز نادال بمجموعتين دون رد وبواقع 6–3, 6–2, ثم انتصر نادال على السويسري ستانيسلاس فافرينكا بمجموعتين متتاليتين 7–6(7–5), 7–6(8–6), بعدها انتصر نادال على التشيكي توماس بيرديتش في ثلاث مجموعات 6–4, 1–6, 6–3, وتأهل نادال لدور نصف النهائي بثلاث انتصارات للمرة الثانية بعد عام 2010. أخيراً استطاع نادال كسر عقدة نهائيات الجولة العالمية مع روجر فيدرير، فبعد ثلاث هزائم مع فيدرير في السابق تمكن نادال من الفوز على اللاعب السويسري في نصف النهائي وإخراجه من البطولة، كانت نتيجة المباراة هي 7–5, 6–3. في المباراة النهائية التقى نادال خصمه الصربي المصنف الثاني عالمياً نوفاك دجوكوفيتش، لم يستطع نادال تقديم أي شيء يجعله يفوز باللقب، فخسر نادال للمرة الثانية في المباراة النهائية لنهائيات الجولة العالمية لرابطة محترفي التنس بعد عام 2010 وبواقع 3–6, 4–6. بعد هذه المباراة تعادل نادال مع دجوكوفيتش في سجل المواجهات لهذا العام حيث انتصر كل لاعب ثلاث مرات على الآخر. هذه هي المرة الثالثة التي يُنهي فيها نادال العام مصنفاً أول على العالم بعد عامي 2008 و2010.